# Diano Arentino
Diano Marina (ligur nyelven Dian Arentin) egy olasz község Liguria régióban, Imperia megyében.

## Földrajz
Diano Arentino  Imperiától 14 km-re helyezkedik el.

## Gazdaság
Legjelentősebb bevételi forrása a mezőgazdaság.

## Közlekedés
Megközelíthető az A10 autópályán, a San Bartolomeo al Mare lehajtóról.

## Fordítás
- Ez a szócikk részben vagy egészben  a   Diano Arentino című olasz Wikipédia-szócikk fordításán alapul.  Az eredeti cikk szerkesztőit annak laptörténete sorolja fel. Ez a jelzés csupán a megfogalmazás eredetét és a szerzői jogokat jelzi, nem szolgál a cikkben szereplő információk forrásmegjelöléseként.